# Cokrowati (Tambakboyo)
Cokrowati is een bestuurslaag in het regentschap Tuban van de provincie Oost-Java, Indonesië. Cokrowati telt 2936 inwoners (volkstelling 2010).